# Yon Zai Sun
Yon Zai Sun (1898 - 1964) fue un botánico chino.

## Obras
- yon-zai Sun, chün-hung Hu. 1966. “New Species, Varieties, Forms and New Names of Chinese Labiatae.” Acta Phytotaxonomica Sinica 11.1 : 35-58

- -----------------. 1955. “Notes on the Chinese Species of Paraphlomis.” Acta Phytotaxonomica Sinica 4.1 : 47-51

- -----------------. 1951. “Chienodoxa, a New Genus of Labiatae from Szechuan, China.” Acta Phytotaxonomica Sinica 1.1 (1951) : 21-22

- La abreviatura «Y.Z.Sun» se emplea para indicar a Yon Zai Sun como autoridad en la descripción y clasificación científica de los vegetales.[2]